# Orseolia andropogonis
Orseolia andropogonis är en tvåvingeart som först beskrevs av Ephraim Porter Felt 1917.  Orseolia andropogonis ingår i släktet Orseolia och familjen gallmyggor. Inga underarter finns listade i Catalogue of Life.